# Kremlin Cup 2009
Der Kremlin Cup 2009 war ein Tennisturnier der WTA Tour 2009 für Damen und ein Tennisturnier der ATP World Tour 2009 für Herren im Olimpijski in Moskau, die zeitgleich vom 19. bis 25. Oktober 2009 stattfanden.
Titelverteidiger im Einzel war Igor Kunizyn bei den Herren sowie Jelena Janković bei den Damen. Im Herrendoppel war die Paarung Serhij Stachowskyj und Potito Starace, im Damendoppel die Paarung Nadja Petrowa und Katarina Srebotnik Titelverteidiger.

## Herrenturnier
→ Hauptartikel: Kremlin Cup 2009/Herren
→ Qualifikation: Kremlin Cup 2009/Herren/Qualifikation

## Damenturnier
→ Hauptartikel: Kremlin Cup 2009/Damen
→ Qualifikation: Kremlin Cup 2009/Damen/Qualifikation